# Maria Stuart i Skottland
Maria Stuart i Skottland is een toneelstuk in vier bedrijven uit 1863 van de Noor Bjørnstjerne Bjørnson. 

## Toneelstuk
Het is de Noorse versie van het drama over Maria I van Schotland dat Friedrich Schiller al in 1800 verbeeldde in zijn Maria Stuart. Bjørnson had in 1862 Schillers versie gezien in Hannover. Het toneelstuk werd in december 1864 uitgegeven, maar echt populair was het nog niet. 
De première vond plaats op 29 maart 1867 in het Christiania Theater in Oslo, gevolgd door acht voorstellingen. Tot 1900 werd het ongeveer 100 keer opgevoerd, maar ook later bleef het populair in Noorwegen. Ook in andere Scandinavische landen was het te zien, het eerst in 1870 in Finland. Henrik Ibsen bewonderde dit werk.

## Muziek

### Rikard Nordraak
Bjørnsons neef (oomzegger) Rikard Nordraak, die de toneelmuziek schreef, dankt een deel van zijn faam aan die voorstellingen. Niet alle muziek is bewaard gebleven. Nadat al eerder een Polonaise van hem tijdens de opvoeringen te horen was geweest, componeerde Nordraak in elk geval de volgende stukken:
- Purpose
- Borrdans (valse caprice)
- Spansk sang
- Marsj (met koor)
- Jegerkor
- Marsj con brio
- Poco andante
- Taylors sang
- Fakkeldans

Na Nordraaks dood maakte Edvard Grieg een aantal arrangementen.

### Johan Halvorsen
In 1904 kwam het toneelstuk voor veertien uitvoeringen terug in het Nationaltheater in Oslo. Johan Halvorsen arrangeerde de muziek van Nordraak en voegde eigen composities toe. Er zijn alleen manuscripten bewaard gebleven.  